# Thomas T. Moulton
Thomas T. Moulton (* 1. Januar 1896 in Wausau, Wisconsin; † 29. März 1967 in Fresno, Kalifornien) war ein US-amerikanischer Film- und Tontechniker, der zweimal den Oscar für den besten Ton sowie zweimal den Oscar für technische Verdienste (Technical Achievement Award) erhielt.

## Biografie
Moulton, der für das Studio Sound Department (SSD) von United Artists tätig war, wurde gleich für seine erste Arbeit als Tontechniker bei einer Filmproduktion bei der Oscarverleihung 1935 für den Oscar in der Kategorie bester Ton nominiert und zwar für den Film Alles liebt, alles lügt (1934). Im Jahr 1936 folgte eine Nominierung für den Oscar für Der Weg im Dunkel (1935).
Bei der Oscarverleihung 1938 erhielt er nicht nur seinen ersten Oscar für den besten Ton in … dann kam der Orkan (1937), sondern auch für das United Artists SSD den Oscar für technische Verdienste (Technical Achievement Award) „für die Anwendung von Tonfilmaufnahmeverfahren mit Lautstärkeindikatoren mit Spitzenwertanzeigern und linearen Dezibelskalen“.
Bereits bei der Oscarverleihung 1939 erhielt Moulton seinen zweiten Oscar für den besten Ton und zwar diesmal für Mein Mann, der Cowboy (1938).
1940 wurde ihm nicht nur zusammen mit Fred Albin ein weiterer Technical Achievement Award „für die Entwicklung und Anwendung des Delta-dB-Tests bei Tonaufzeichnungen in Filmen“ verliehen, sondern es folgte für Vom Winde verweht (1939) auch eine erneute Nominierung für den Oscar in der Kategorie bester Ton.
Bei der Oscarverleihung 1941 war er gleich drei Mal nominiert: Zum einen in der Kategorie bester Ton für Unsere kleine Stadt (1940), zum anderen für den Oscar für die besten visuellen Effekte mit R. T. Layton und Ray Binger in Der lange Weg nach Cardiff (1940) sowie mit Paul Eagler für die besten visuellen Effekte in Der Auslandskorrespondent (1940). Nach einer erneuten Nominierung 1942 für den besten Ton in Die merkwürdige Zähmung der Gangsterbraut Sugarpuss (1941), wurde er bei der Oscarverleihung 1943 sowohl für den besten Ton im Film Der große Wurf (1942) als auch mit Ray Binger und Jack Cosgrove für die besten visuellen Effekte in diesem Film.
Für The North Star (1943) war Moulton bei der Oscarverleihung 1944 zum einen für den besten Ton, zum anderen mit Ray Binger und Clarence Slifer für die besten visuellen Effekte nominiert.
Weitere Nominierungen für den Oscar für den besten Ton folgten 1945 für So ein Papa (Casanova Brown, 1944), 1946 für Todsünde (1945) sowie zuletzt bei der Oscarverleihung 1953 für Mit einem Lied im Herzen (With a Song in My Heart, 1952).
Während seiner langjährigen Laufbahn arbeitete Moulton mit bekannten Filmregisseuren wie Gregory La Cava, Sidney Franklin, John Ford, H. C. Potter, Victor Fleming, Sam Wood, Alfred Hitchcock, Howard Hawks, Lewis Milestone, John M. Stahl und Walter Lang zusammen.